# 愛的小傘
《愛的小傘》為日本音樂組合－手越增田的第3張單曲。由傑尼斯娛樂發售。

## 解說
- 與前作《KISS～回家路上的情歌〜》相隔1年1個月發行的單曲。
- 發行了普通版、初回限定版2種版本。
- 初回限定版附贈了收錄PV+幕後花絮的DVD，並且有3面6頁的歌詞本。
- 在手越增田的單曲中，為出道單曲《味噌湯》以來獲得週排行榜第1名的作品。

## 收錄曲

### 初回限定版
1. 愛的小傘
  - 作詞：zopp、作曲：伊藤心太郎、編曲：h-wonder
  - 東京電視網動畫「新·安琪莉可 Abyss」片尾曲
2. 我們的歌
  - 作詞：RYOKa、作曲：Shusui・Tommy Ekman、編曲：知野芳彦
3. 假如我是波吉…
  - 作詞：nami、作曲：木村篤史、編曲：林部直樹

### 普通版
1. 愛的小傘
2. 我們的歌
3. 假如我是波吉…
4. 我的灰姑娘
  - 作詞：zopp、作曲：安部純、編曲：安部潤
5. 愛的小傘<Original Karaoke>